# Awa Sène Sarr
Awa Sene Sarr est une actrice sénégalaise vivant en Belgique.
Elle a notamment prêté sa voix au personnage de Karaba la sorcière dans les longs métrages d'animation Kirikou et la Sorcière, Kirikou et les Bêtes sauvages et Kirikou et les Hommes et les Femmes de Michel Ocelot.

## Biographie
Voulant devenir avocate, Awa Sène Sarr étudie dans un premier temps le droit à l'université de Dakar. En deuxième année, elle passe un concours et intègre l'Institut national des arts de Dakar du Sénégal dont elle sort diplômée après 4 ans de formation, en 1980.
Elle est pensionnaire au Théâtre national Daniel-Sorano de Dakar depuis 1980.
Awa Sène Sarr a joué dans une quarantaine de pièces de théâtre et a lu de nombreuses pièces, dont des textes de Marie NDiaye, Ahmadou Kourouma, Catherine Anne ou Philippe Blasband. Elle organise chaque mois à Bruxelles des cafés littéraires. Elle a créé une association en Belgique réunissant des femmes, LINGEER
Elle a créé une émission sur la poésie en langue wolof intitulée Taalifi Doomi Réewmi à la Radiodiffusion télévision sénégalaise (RTS) et a également animé une émission culinaire à la télévision sénégalaise.
Elle est collaboratrice de Tostan et l’UNICEF dans le cadre de la mobilisation sociale dans 20 villages de la région de Thiès au Sénégal en 1992.
A la fin des années 1990, elle est la voix du personnage de Karaba la sorcière dans le long métrage d'animation Kirikou et la Sorcière, de Michel Ocelot. Elle interprètera également Karaba dans deux autres longs métrages du même réalisateur, Kirikou et les Bêtes sauvages et Kirikou et les Hommes et les Femmes.
Awa Sène Sarr a joué dans une petite dizaine de films et courts métrages africains et européens.

## Filmographie

### Longs métrages
- 1989 : Dakar Clando d'Ousmane William Mbaye [5]
- 1989 : Le grotto de Sou Jacob[6]
- 1997 : Une couleur café d'Henri Duparc[7]
- 2000 : Battù de Cheick Oumar Sissoko[8]
- 2000 : Amul Yakaar de El Hadji Samba Sarr[9]
- 2000 : Faat Kiné d'Ousmane Sembène[10]

### Courts métrages
- 1995 : Asientos de François Woukoache[11]
- 2013 : L'autre femme de Marie Kâ[12]
- 2015 : Nkosi Coiffure de Frederike Migom[13]

### Doublage
- 1998 : Kirikou et la Sorcière : Karaba la Sorcière[14]
- 2005 : Kirikou et les Bêtes sauvages : Karaba la Sorcière
- 2012 : Kirikou et les Hommes et les Femmes : Karaba la Sorcière